# Soziales Zentrum Norderstedt
Das Soziale Zentrum Norderstedt ist ein Politik- und Kulturzentrum in der schleswig-holsteinischen Stadt Norderstedt.

## Geschichte
Das Soziale Zentrum befand sich ab 1995 auf einem Grundstück in der Ulzburger Straße. Es bestand aus einem alten, umgebauten Wohnhaus, mehreren Nebengebäuden und einem Garten. Das Soziale Zentrum verfügte über eine Bar, einen Konzertraum, ein Fotolabor, einen Frauenraum, einen Computerraum und Wohnräume.  
Das Anwesen im Besitz der Stadt Norderstedt wurde 1995 von einem „Häuserplenum Norderstedt“ besetzt. Die Gruppe erhielt daraufhin von der Stadt einen Nutzungsvertrag. Im Jahre 2005 wollte die Stadt die Gebäude abreißen lassen, um dort einen Parkplatz für Straßenbaufahrzeuge anzulegen, und kündigte den Nutzungsvertrag zum 1. September 2005. Seitdem hielt die Gruppe das Anwesen besetzt.
Ende Dezember 2005 verließen die Besetzer die Gebäude und gaben die Hausschlüssel ab. Am 30. Dezember 2005 wurden die Gebäude unter Polizeischutz und Protesten der ehemaligen Benutzer abgerissen.
2009 scheiterten Pläne, in ein Gebäude am Friedrichsgaber Weg einzuziehen, wo auch Krisenbetten für Jugendliche aufgestellt werden sollten. Zum einen hatten Anwohner, anwaltlich vertreten durch den FDP-Bundespolitiker Wolfgang Kubicki und den ehemaligen CDU-Landespolitiker Trutz Graf Kerssenbrock eine einstweilige Verfügung zur Einrichtung eines Verkehrskreisels beantragt, wofür die Gebäude hätten abgerissen werden müssen. Der Verkehrskreisel wurde auch durch die Norderstedter FDP-Fraktion unterstützt. Die Klage scheiterte allerdings. Zudem hätten für die beabsichtigte Nutzung als sozialtherapeutische Anlaufstelle der Bebauungs- und Flächennutzungsplan geändert werden müssen, was eine zeitliche Verzögerung für das Soziale Zentrum bedeutet hätte. Daher rückte die Stadt von dem Plan eines Einzuges des Sozialen Zentrums in die Gebäude am Friedrichsgaber Weg ab, was beim Sozialen Zentrum auf Enttäuschung stieß.
Nach langen Verhandlungen und vielen Aktionen endete die lange Zeit des Exil im  Infoarchiv Norderstedt, im Linken Laden in Hamburg und anderswo: ein neues Haus konnte bezogen werden. Die Stadt hatte dem Sozialen Zentrum ein neues Gelände angeboten, das 2010 bezogen wurde.
Im März 2011 wurde das baufälige Hinterhaus auf dem Gelände abgerissen. Das Haupthaus wurde weiter flott gemacht. Parallel dazu liefen die Gespräche mit der Stadt über die Aufstellung von Containern, um wieder genug Raum für eigene, größere Veranstaltungen zu haben.
Infoveranstaltungen, Konzerte und Partys wurden wieder organisiert, und mit der Irish Punk Bar öffnete die erste regelmäßige Kneipe auf dem neuen Gelände ihre Pforten. Im Spätsommer 2011 fand das erste Sommerfest statt. Ende November 2011 wurden die Container aufgestellt und Veranstaltungen konnten wieder in größerem Umfang und Rahmen stattfinden. Dadurch wurde das Soziale Zentrum in den 2010er Jahren zu einer festen Größe in der Norderstedter Jugendszene.
Die Corona-Pandemie endete für das Soziale Zentrum mit einem Aufbruch: die Stadt Norderstedt legalisierte die Bauwägen auf dem Gelände und bot deren Bewohnerinnen 2021 Mietverträge an.
2025 feierte das Soziale Zentrum das 30-jährige Bestehen.

## Aktivitäten
Im alten Gebäude haben mindestens 68 verschiedene Musikgruppen Konzerte gespielt.
Die Norderstedter Gruppe der Organisation Avanti – Projekt undogmatische Linke hat im Sozialen Zentrum unter anderem eine Ausstellung zum Abschiebegefängnis in der Justizvollzugsanstalt Glasmoor, eine „Open Space“-Kneipe sowie Veranstaltungen im Rahmen von Kampagnen gegen NS-Verherrlichung und gegen den G8-Gipfel in Heiligendamm organisiert.    
Das Infonetzwerk Norderstedt „Inferno“ befasst sich mit der Wechselwirkung von Informationstechnologie und Gesellschaft und bietet einen Zugang zu modernen Informationsmitteln an.   
Das Soziale Zentrum beteiligt sich an Protesten gegen Pläne der Stadt zum Bau von neuen und zum Teil kostenpflichtigen Anlagen im Rahmen der Schleswig-holsteinischen Landesgartenschau 2011.